# Teater Sargasso
Teater Sargasso var en svensk fri teatergrupp verksam i Stockholm 1981–1987.
Gruppen inspirerades av den fysiska teatern, samarbetade med röstpedagogerna i Roy Hart Theatre och satte upp pjäser som ofta hade ett kvinnligt perspektiv.

## Uppsättningar
- 1982 - På flykt från den tid (av Mats Blückert och gruppen, regi: Augusto Cabrera)
- 1983 - Yerma (av Federico García Lorca, regi: Pia Forsgren)
- 1984 - Hycklarnas sammansvärjning (av Michail Bulgakov, regi: Nelia Veksel)
- 1985 - Salome (av Oscar Wilde, regi : Joseph Clark)
- 1986 - Chitra (av Rabindranath Tagore, regi: Mats Blückert)
- 1987 - Krigsbrev (av Jacques Vaché, regi: Mats Blückert)
- 1987 - Picnic i det blå (av Klein, regi: Nelia Veksel)
- 1987 - Jesus! Jeanne! (av Tournier, regi: Mats Blückert)

Flera medlemmar i Teater Sargasso har sedan etablerat sig som skådespelare eller regissörer, däribland Rickard Günther, Annika Silkeberg, Ingela Olsson, Lolo Elwin, Augusto Cabrera med flera